# Цикл do while
Цикл do while — це синтаксична конструкція керування послідовністю виконання операторів програми, призначена для повторення виконання щонайменше одного разу блока операторів. Рішення про повторне виконання приймається в кінці блока, в залежності від умови логічного виразу.

Блок-схема циклу do while

Конструкція do while складається із символу виокремлення повторюваного блока операторів та умови його повторення. Спочатку виконується код блока, а потім перевіряється умова. Якщо умова виконується, блок операторів виконується знову. Це повторюється, доки умова не стане хибною.
Оскільки цикл do while перевіряє стан після виконання блоку, така структура керування часто називається циклом з післяумовою, на відміну від циклу while, у якому умова перевіряється перед виконанням блока операторів (цикл з передумовою). Якщо цикл while встановлює істинність висловлювання як умову виконання коду, то цикл do while передбачає постійне виконання дії, яке переривається за умови хибності твердження.
Можливо, а в деяких випадках і бажано, щоб умова завжди виявлялась істинною, створюючи нескінченний цикл. Якщо такий цикл створюється навмисно, то використовують додаткові структури керування (наприклад, оператор break) для керованого припинення циклу.
У різних мовах використовуються різні правила запису цього типу циклу. Наприклад, у мові програмування Pascal такий тип циклу оформлюється як repeat until, який продовжує виконуватися доти, поки вираз не стане істинним.

## Еквівалентні конструкції
Така синтаксична конструкція
```
do
 
{

    
loop_block
();
  

}
 
while
 
(
condition
);

```

рівнозначна
```
loop_block
();

while
 
(
condition
)
 
{

    
loop_block
();

}

```

Записаний таким чином цикл do while забезпечує виконання блока операторів щонайменше один раз через застосування loop_block() до початку циклу while.
Без застосування оператора continue можна утворити такі рівнозначні конструкції (наведені приклади не є зразками типового або сучасного стилю програмування):
```
while
 
(
true
)
 
{

   
loop_block
();

   
if
 
(
!
condition
)
 
break
;

}

```

або
```
LOOPSTART
:

    
do_work
();

    
if
 
(
condition
)
 
goto
 
LOOPSTART
;

```

## Конструкція do while в мовах програмування
Наведені приклади різними мовами програмування демонструють розрахунок факторіалу числа 5 із використанням циклу do while.

### Ada
Приклад мовою програмування Ada:
```
with
 
Ada.Integer_Text_IO
;

procedure
 
Factorial
 
is

    
Counter
   
:
 
Integer
 
:=
 
5
;

    
Factorial
 
:
 
Integer
 
:=
 
1
;

begin

    
loop

        
Factorial
 
:=
 
Factorial
 
*
 
Counter
;

        
Counter
   
:=
 
Counter
 
-
 
1
;

        
exit
 
when
 
Counter
 
=
 
0
;

    
end
 
loop
;

    
Ada
.
Integer_Text_IO
.
Put
 
(
Factorial
);

end
 
Factorial
;

```

### BASIC
Ранні діалекти BASIC (такі як GW-BASIC) використовували синтаксис WHILE/WEND. Сучасні діалекти BASIC, такі як PowerBASIC, забезпечують структури WHILE/WEND та DO/LOOP із синтаксисом DO WHILE/LOOP, DO UNTIL/LOOP, DO/LOOP WHILE, DO/LOOP UNTIL і DO/LOOP (без умови виконання циклу, але з із використанням перевірки EXIT LOOP всередині циклу).
Типовий код
```
Dim
 
factorial
 
As
 
Integer

Dim
 
counter
 
As
 
Integer

factorial
 
=
 
1

counter
 
=
 
5

Do
 

    
factorial
 
=
 
factorial
 
*
 
counter

    
counter
 
=
 
counter
 
-
 
1

Loop
 
While
 
counter
 
>
 
0

Print
 
factorial

```

### C#
Приклад на C#:
```
int
 
counter
 
=
 
5
;

int
 
factorial
 
=
 
1
;

do
 
{

    
factorial
 
*=
 
counter
--
;
 
/* Multiply, then decrement. */

}
 
while
 
(
counter
 
>
 
0
);

System
.
Console
.
WriteLine
(
factorial
);

```

### C
Приклад на C:
```
int
 
counter
 
=
 
5
;

int
 
factorial
 
=
 
1
;

do
 
{

    
factorial
 
*=
 
counter
--
;
 
/* Multiply, then decrement. */

}
 
while
 
(
counter
 
>
 
0
);

printf
(
"factorial of 5 is %d
\n
"
,
 
factorial
);

```

Оператори do-while(0) також часто використовуються в макросах C як спосіб обернути декілька операторів на звичайний (на відміну від складеного) оператор. Макрос повинен закінчуватись крапкою з комою. Це забезпечує більш схожий на функції зовнішній вигляд і спрощує синтаксичний аналіз та сприйняття програмістами, а також усуває проблему визначення області дії оператора if. Рекомендується у стандарті правил кодування CERT C Coding Standard PRE10-C

### C++
Приклад на C++:
```
int
 
counter
 
=
 
5
;

int
 
factorial
 
=
 
1
;

do
 
{

    
factorial
 
*=
 
counter
--
;

}
 
while
 
(
counter
 
>
 
0
);

std
::
cout
 
<<
 
"factorial of 5 is "
<<
 
factorial
 
<<
 
std
::
endl
;

```

### D
Приклад на D:
```
int
 
counter
 
=
 
5
;

int
 
factorial
 
=
 
1
;

do
 
{

    
factorial
 
*=
 
counter
--;
 
// Помножили, потім зменшили

}
 
while
 
(
counter
 
>
 
0
);

writeln
(
"factorial of 5 is "
,
 
factorial
);

```

### Fortran
Приклад на Fortran. Стандартний FORTRAN 77 не має конструкції DO-WHILE, проте її можна втілити через застосування GOTO:
```
INTEGER 
CNT
,
FACT

      
CNT
=
5

      
FACT
=
1

    
1
 
CONTINUE

      
FACT
=
FACT
*
CNT

      
CNT
=
CNT
-
1

      
IF
 
(
CNT
.
GT
.
0
)
 
GOTO
 
1

      
PRINT
*
,
FACT

      
END

```

Fortran 90 й пізніші діалекти також не мають цієї конструкції, але вони мають звичайний цикл while:
```
program 
FactorialProg

    
integer
 
::
 
counter
 
=
 
5

    
integer
 
::
 
factorial
 
=
 
1

    

    
factorial
 
=
 
factorial
 
*
 
counter

    
counter
 
=
 
counter
 
-
 
1

    

    
do while
 
(
counter
 
>
 
0
)
 
! Перевіряємо цикл до входу в цикл

        
factorial
 
=
 
factorial
 
*
 
counter

        
counter
 
=
 
counter
 
-
 
1

    
end do

    

    print
 
*
,
 
factorial

end program 
FactorialProg

```

### Java
Приклад на Java:
```
int
 
counter
 
=
 
5
;

int
 
factorial
 
=
 
1
;

do
 
{

    
factorial
 
*=
 
counter
--
;
 
/* Множимо, потім зменшуємо */

}
 
while
 
(
counter
 
>
 
0
);

System
.
out
.
println
(
"The factorial of 5 is "
 
+
 
factorial
);

```

### JavaScript
Приклад на JavaScript:
```
let
 
counter
 
=
 
5
;
 
//Оголошуємо дві змінні - лічильник та факторіал

let
 
factorial
 
=
 
1
;
 

do
 
{

    
factorial
 
*=
 
counter
--
;
 
//Тіло циклу

}
 
while
 
(
counter
 
>
 
0
);
 
//Умова циклу

console
.
log
(
factorial
);
 
//Показуємо результат

```

### Pascal
Pascal замість конструкції do while використовує repeat until. Як згадувалось у вступі, таку конструкцію можна вважати еквівалентом конструкції do loop_block() while not loop_expression().
```
factorial
 
:=
 
1
;

counter
 
:=
 
5
;

repeat

   
factorial
 
:=
 
factorial
 
*
 
counter
;

   
counter
 
:=
 
counter
 
-
 
1
;

until
 
counter
 
=
 
0
;

```

### Python
Python також не має окремої конструкції do while, але її можна побудувати із використанням нескінченого циклу та оператора break:
```
counter
 
=
 
5

factorial
 
=
 
1

while
 
True
:

    
factorial
 
*=
 
counter

    
counter
 
-=
 
1

    
    
if
 
counter
 
==
 
0
:

        
break

    

print
(
factorial
)

```